# Liz Allen
Elizabeth « Liz » Allen (également connue sous le nom de Elizabeth « Liz » Allan et Elizabeth Allan-Osborn dans les versions anglaises et quelques versions françaises) est un personnage de fiction évoluant dans l'univers Marvel de la maison d'édition Marvel Comics. Créé par le scénariste Stan Lee et le dessinateur Steve Ditko, le personnage apparaît pour la première fois dans le comic book Amazing Fantasy (vol. 1) #15 en août 1962.

## Biographie fictive
Liz Allen est la fille la plus jolie et la plus populaire de la classe que fréquente Peter Parker à la Midtown High School. Elle passe beaucoup de temps avec Flash Thompson, héros de l'équipe de football.
Après sa transformation en Spider-Man et la mort tragique de son oncle, Peter Parker prend confiance en lui et Liz se sent inexplicablement attirée par lui. Ainsi, lorsque Peter lui propose de sortir avec lui, elle accepte. Malheureusement, Peter est obligé d'annuler son rendez-vous pour combattre l'Homme-Sable. Elle se sent profondément humiliée mais continue malgré tout à s'intéresser à Peter ce qui énerve Flash Thompson. Elle aura une certaine rivalité envers Betty Brant, la petite amie de Peter. Toutes deux rencontreront Mary Jane Watson alors que celle-ci voulait rencontrer Peter et les deux jeunes femmes seront jalouses de sa beauté. Les tensions entre Peter et Flash ne se termineront qu'à la fin du lycée lorsque Liz abandonnera ses études. Au cours de la remise des diplômes, Liz avouera à Peter qu'elle l'aimait réellement mais que lui ne prêtait pas attention à elle et qu'il ne la prenait pas au sérieux.
Elle revient dans la vie de Peter peu de temps après la mort de Gwen Stacy, lorsqu’on apprend que l'Homme de métal n'est autre que son demi-frère Max Raxton. Liz est devenue infirmière. Elle s'occupe de lui jusqu'au jour où, ayant repris sa forme d'Homme de Métal, il se bat avec Spider-Man et où il disparaît.
Renouant avec Peter, elle réintègre sa bande de copains à l'Empire State University. Elle retrouve Harry Osborn qui a besoin de réconfort après la courte période où il était devenu le Bouffon vert. Ils se marient et ont un enfant, Norman Osborn Jr..
Lorsque Harry meurt, elle assume ses responsabilités et reprend les fonctions de son mari à la tête d'Oscorp. Au retour de Norman Osborn, son beau-père, elle perd le contrôle de l'entreprise. Elle a alors une brève aventure avec Franklin Nelson, avocat associé de Matt Murdock, mais Mystério saccage leur relation.
Elle se consacre désormais à l'éducation de son fils et essaie de sauver les apparences dans ses difficiles relations avec son beau-père.

## Ultimate Spider-Man
Dans la version de Ultimate Spider-Man, Liz Allen est la meilleure amie de Mary Jane Watson. Elle tente de séduire Peter mais celui-ci la repousse.
Plus tard, elle entretient une relation amoureuse avec Johnny Storm, mais elle finit par découvrir qu'il est également la Torche Humaine. Elle souffre d'une phobie envers les mutants, car son oncle, qui est en réalité son père, était un mutant. Elle décide donc de rompre avec Johnny.
Par la suite, elle découvre qu'elle est une mutante avec un pouvoir lié au feu, et accuse Johnny d’être responsable de ce qui lui arrive. Elle a du mal à contrôler son nouveau pouvoir et rejoint son amie Mary Jane pour qu'elle la réconforte. Spider-Man lui révèle qu'il n'est autre que son ami Peter Parker. Iceberg lui propose de rejoindre l'école des X-Men pour apprendre à contrôler son pouvoir. Elle accepte et demande à Peter et Mary Jane de garder le contact avec eux. Elle prend le nom de code de Firestar.

## Apparitions dans d'autres médias
Sauf indication contraire, les informations mentionnées dans cette section peuvent être confirmées par la base de données cinématographiques IMDb,  présente dans la section « Liens externes ».

### Films
- 2017 : Spider-Man: Homecoming réalisé par Jon Watts, interprétée par Laura Harrier

Liz Toomes est une camarade de classe qu'aime beaucoup Peter Parker. À la fin du film, il est révélé qu’elle est la fille d’Adrian Toomes / Le Vautour, ennemi de Spider-Man. Après l’arrestation de son père par l'homme-araignée, elle part de New York pour aller dans l'Oregon.

### Télévision
- 1994-1998 : Spider-Man, l'homme-araignée (Spider-Man: The Animated Series) (série d'animation)

Liz est la meilleure amie de Mary Jane Watson et elle est amoureuse de Harry Osborn.
- 2008-2009 : Spectacular Spider-Man (The Spectacular Spider-Man) (série d'animation)

Liz est d'origine hispanique contrairement aux comics. Elle a une assez grande importance dans les 2 saisons de la série.